# Oleg Bryjak
Oleg Bryjak (en ucraniano: Олег Брижак, romanizado: Oleh Bryzhak) (27 de octubre de 1960, Zhezkazgan, Karaganda, RSS de Kazajistán - 24 de marzo de 2015, Prads-Haute-Bléone, Provenza-Alpes-Costa Azul, Francia) fue un cantante de ópera bajo barítono kazajo-alemán nacido en el seno de una familia de origen ucraniana.
En 1991 se trasladaría a Alemania donde ingresaría en el Badisches Staatsteather Karlsruhe. Desde 1996 hasta su fallecimiento, actuó como solista en la Deutsche Oper am Rhein de Düsseldorf.
Fue protodiácono de la iglesia ortodoxa ucraniana en Krefeld, Renania del Norte-Westfalia.

## Fallecimiento
Brizhak falleció el 24 de marzo de 2015 en los Alpes franceses junto con su compañera de profesión Maria Radner y 148 pasajeros más en el asesinato que produjo Andreas Lubitz, el copiloto del Vuelo 9525 de Germanwings estrellando el avión. El artista volvía a Düsseldorf tras haber actuado en el Gran Teatro del Liceo de Barcelona. Su última actuación fue Sigfrido de Richard Wagner.